# Brittiska TV-serier
Brittiska TV-serier har utgjort en stor del av svenskt TV-utbud i decennier, från Arvingarna, Familjen Ashton och Onedinlinjen till Hem till gården, Kommissarie Morse, Tillbaka till Aidensfield och Morden i Midsomer.